# Zakho
Zakho (in arabo زاخو‎?; ufficialmente Zaxo in curdo) è una città dell'Iraq situata nel Kurdistan iracheno, nel governatorato di Dihok, posta a pochi km dal posto di blocco di Ibrahim Khalil tra la Turchia e l'Iraq. Zakho è anche uno dei 4 distretti in cui è diviso il governatorato. Secondo un calcolo del 2018 la città ha una popolazione di 211.964 abitanti.

## Descrizione
Probabilmente la città fu originariamente fondata su un'isoletta del fiume Piccolo Khabur il quale scorre attraverso la città e che non è da confondere con l'altro fiume di Hezil Suyu che scorre a ovest della città.
Negli anni cinquanta la città era meta di molte persone che andavano in pellegrinaggio alla tomba del monaco domenicano Poldo Soldini sepolto qui nel 1779.
La città è sede di un'eparchia della Chiesa cattolica caldea.
Gli edifici storici più famosi della città di Zakho sono:
- il castello nel centro della città sulla sponda ovest del Piccolo Khabur: al giorno d'oggi rimane in piedi solo una delle sue torri;
- il castello di Qubad Pascha situato nel cimitero di Zakho, di forma esagonale con sei finestre e un'entrata[4];
- il ponte di Delal.

La base dell'Esercito degli Stati Uniti di Zakho fu chiusa nel 1996.
Nel 2008 si è venuto a sapere che l'esercito Turco ha mantenuto 4 basi militari nel distretto di Zakho in base agli accordi fatti con il governo dell'Iraq negli anni novanta.
I fiumi più importanti del distretto di Zakho sono: il Zeriza, il Seerkotik e il Piccolo Khabur